# George Plantagenet, 1:e hertig av Clarence
George Plantagenet, 1:e hertig av Clarence, född 21 oktober 1449 i Dublin, död 18 februari 1478. Tredje son till Rikard, hertig av York och Cecily Neville, yngre bror till Edvard IV av England och äldre bror till Richard III. Han spelade en betydelsefull roll under Rosornas krig.

## Biografi
George föddes under den tid då fadern hade tagit namnet Plantagenet för att understryka sin härkomst från Henrik II och började utmana Henrik VI om kronan. Sedan fadern avlidit och brodern Edvard tillträtt tronen utnämndes George till hertig av Clarence 1461. 11 juli 1469 gifte han sig med Isabella Neville, äldsta dottern till Rikard Neville, earl av Warwick ("Warwick kungamakaren"). Efter svärfaderns död var Clarence jure uxoris earl av Warwick. Giftermålet var mot kungens önskan.
Clarence hade aktivt stött sin äldre brors tronanspråk, men efter att ha gift sig började han spela ett farligt spel. Då hans svärfar, earlen av Warwick, blev missnöjd och avundsjuk på kung Edvard och övergav honom för att alliera sig med Margareta av Anjou, som gift med den avsatte kung Henrik, följde Clarence honom till Frankrike och tog med sin gravida hustru Isabella. Hon födde deras första barn, som dog kort därefter, 16 april 1470, på ett fartyg utanför Calais. Clarence insåg snart att hans lojalitet mot svärfadern var missriktad, eftersom Warwick gifte bort sin yngre dotter Anne med prinsen av Wales, kung Henriks arvtagare, och det blev tydligt att han satte sina egna intressen före Clarences och Isabellas. Nu såg det ut att finnas en möjlighet att han skulle sätta Clarence på tronen istället för den äldre brodern, så Clarence bytte sida. 
Clarence deserterade med 4 000 man till sin bror och stred på dennes sida vid slaget vid Barnet och slaget vid Tewkesbury (1471). Warwicks ansträngningar att åter sätta Henrik VI på tronen hade misslyckats, och då han stupat i strid återfick George kungens gunst. Han såg nu sin yngre bror Rikard, hertig av Gloucester som sin främste rival, eftersom denne gift sig med den nyblivna änkan Anne Neville. Systrarna Neville var arvtagare till sin mors betydande förmögenhet. Clarence, som hade gjort ett misstag genom att konspirera mot sin bror Edvard IV, spärrades in i Towern och åtalades för förräderi. När domen fallit "avrättades han i avskildhet" på Towern 18 februari 1478, och ryktet att han skulle ha dränkts i ett vinfat spreds. Det kan ha börjat som ett skämt, grundat på hans rykte som en suput. Ett lik som tros varit Clarence och som togs upp ur graven, visade inga tecken på halshuggning som var det vanliga avrättningssättet för adelspersoner vid denna tid. 
Clarences hustru Isabella hade avlidit 1476, och de är begravda tillsammans i Tewkesbury Abbey i Gloucestershire. Deras barn, Margaret och Edvard, togs omhand av mostern, Anne Neville, tills hon dog 1485. Edvard var då 10 år.